# Bandera Blava

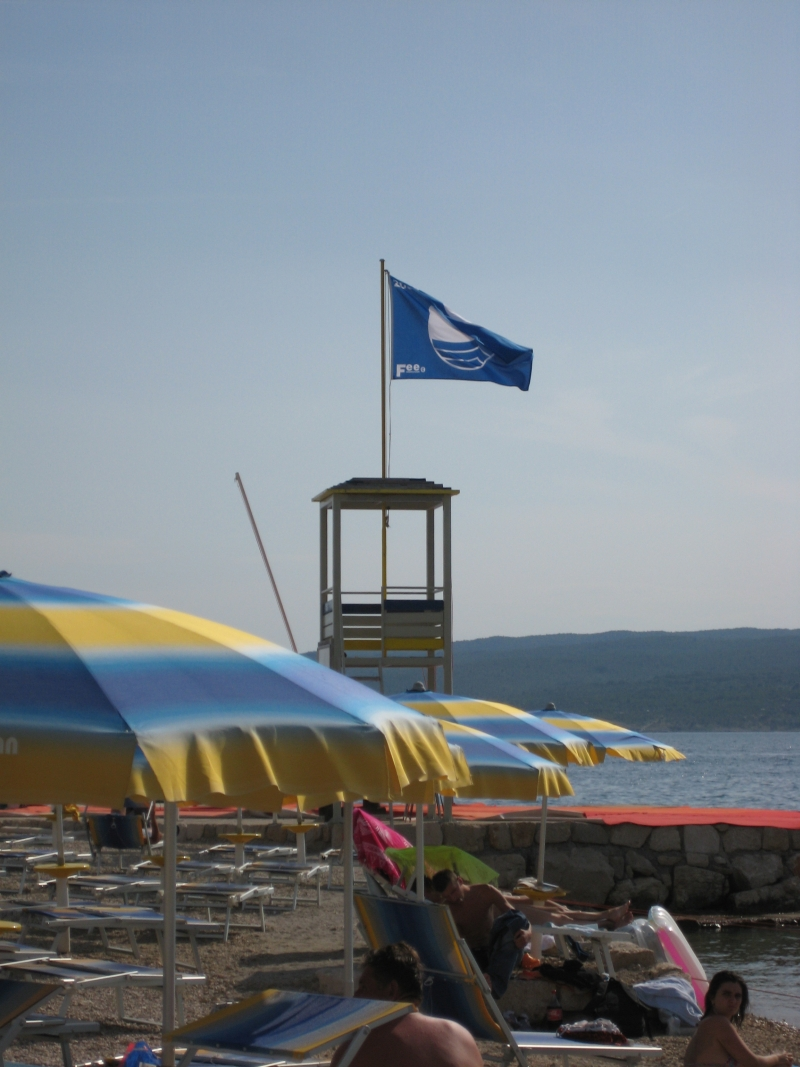
Bandera Blava

La bandera blava és un distintiu que atorga anualment la fundació europea d'Educació Ambiental a les platges i ports que compleixen una sèrie de condicions ambientals i instal·lacions.

## Criteris per platges

### Educació ambiental i informació
- Hi ha d'haver informació sobre els ecosistemes i les àrees sensibles de la costa.
- S'ha de mostrar informació sobre la qualitat d'aigua en què es banya.
- S'ha de mostrar informació sobre el Programa de Bandera Blava.
- El codi de conducta per a l'àrea de platges s'ha de mostrar i les normes que governen l'ús de les platges ha d'estar fàcilment disponible per al públic.
- S'ha d'oferir un mínim de 5 activitats d'educació ambiental.

### Qualitat de l'aigua
- Conformitat amb els requisits i normes per l'excel·lent qualitat de l'aigua en què es banya.
- No poden afectar l'àrea de platges abocaments industrials ni aigües residuals.
- Control sobre la salut d'esculls coral·lins situats en la proximitat de la platja
- Conformitat de la comunitat amb requisits de tractament d'aigües residuals.
- Les algues i altra vegetació haurien de deixar-se podrir a la platja llevat que constitueixi una nosa

### Gestió ambiental
- S'ha d'establir un consell d'administració de platges per ser al càrrec dels sistemes de gestió ambiental i dirigir auditories ambientals regulars de les instal·lacions de les platges.
- La platja ha de complir totes les regulacions que afecten la localització i funcionament de la platja (planificació de la zona costanera i legislació mediambiental).
- La platja ha d'estar neta.
- Hi ha d'haver papereres disponibles a la platja o prop d'aquesta en quantitats suficients, i han de ser regularment mantingudes i buidades.
- Les instal·lacions per rebre materials reciclables han d'estar disponibles a la platja.
- Instal·lacions sanitàries adequades i netes amb el sanejament controlat.
- A la platja no ha d'haver càmping desautoritzat o conducció ni abocaments.
- S'ha de reforçar estrictament regulació pel que fa a gossos i altres animals domèstics a la platja.
- S'han de mantenir pròpiament tots els edificis i equip de la platja.
- Els mitjans sostenibles de transport s'han de promoure en l'àrea de platges.

### Seguretat i serveis
- Un nombre adequat de socorristes i/o equip de socorrisme han d'estar disponibles a la platja.
- L'equip de primers auxilis ha d'estar disponible a la platja.
- Hi ha d'haver gestió d'usuaris i usos diferents de la platja per tal d'evitar conflictes i accidents.
- Hi ha d'haver accés segur a la platja.
- L'àrea de platges ha de ser patrullada.
- Un subministrament d'aigua potable ha d'estar disponible a la platja.
- Un mínim d'una platja de Bandera Blava a cada municipi ha de tenir accés a les instal·lacions de lavabos per persones impossibilitades.
- Hi ha d'haver un mapa que indiqui la situació de les instal·lacions de la platja.